# Interpolis
Interpolis is een handelsnaam van Achmea en hoort daarmee bij een van de grootste verzekeraars van Nederland. Met de reclamecampagne "Interpolis. Glashelder." is de verzekeraar bekend bij een groot publiek. Naast financiële vergoedingen biedt Interpolis vergoedingen in natura.

## Geschiedenis
Interpolis is in 1969 ontstaan uit een fusie van levensverzekeringsmaatschappij BTL en vier onderlinge schadeverzekeringsmaatschappijen: ABTB uit Arnhem, LLTB te Roermond, LTB in Leiden en NCB in Tilburg (onderdelen van de gewestelijke standsorganisaties van de Katholieke Nederlandse Boeren- en Tuindersbond, KNBTB). In 1969 richtte Interpolis ook samen met de Coöperatieve Centrale Boerenleenbank - een voorganger van de Rabobank - de financieringsmaatschappij De Lage Landen op. Deze organisatie is vandaag nog altijd onderdeel van de Rabobank.
Hierna volgden drie fusies; met Hagelunie (1972), De Twaalf Gewesten (1985) en Sterpolis (1993). In 1990 werden fusies tussen banken en verzekeraars mogelijk waarna Rabobank bijna alle aandelen van Interpolis verwierf. De standsorganisaties, verenigd in de KNBTB, hielden tot 2000 zeggenschap. Na de fusie met Commit Arbo (2000) en overname van Relan (2001) richt Interpolis zich, behalve op verzekeren, ook op het aanbieden van toekomstvoorzieningen en werknemersinzetbaarheid.
In 2005 fuseerde Interpolis met Achmea. De Rabobank ruilde Interpolis in tegen 37% van de aandelen, thans 29%. Met de fusie behoort Interpolis tot de grootste verzekeringsgroep van Nederland.

## Afkortingen
- ABTB = Aartsdiocesane Boeren- en Tuindersbond
- BTL = Boeren en Tuinders Levensverzekeringen N.V.
- LLTB = Limburgse Land- en Tuinbouwbond
- LTB = De Katholieke Land- en Tuinbouwbond van het bisdom Haarlem
- NCB = Noordbrabantse Christelijke Boerenbond

## Naslagwerk geschiedenis Interpolis
- Van Onderlinge Waarborgmaatschappij tot Interpolis 1898-1978, Gedenkboek uitgegeven ter gelegenheid van 80 jaar brandverzekering. Uitgave Interpolis 1978; 36 blz.
- De wereld van Interpolis 1969-1989 uitgave naar aanleiding van het 20-jarig bestaan Interpolisconcern. Uitgave Interpolis 1989; 48 blz.
- Tilburg Business Kroniek 1900-2000; 100 jaar bedrijvigheid in de regio Midden-Brabant Uitgave Tilburg, Business Publishers Midden-Brabant, 2000, 109 blz.,ISSN 1385-3317.
- Van Achlum naar Achmea. De historische route naar een coöperatieve verzekeringsgroep Ton Duffhues (redactie). Uitgever Walburg Pers Zutphen 2011 ISBN 978-90-5730-732-4; 512 blz.
- Van dag tot dag Achmea 1811-2011; Historisch magazine Achmea 50 blz. gebaseerd op het boek van Achlum naar Achmea. Uitgave Achmea 2011